# Talavera inopinata
Talavera inopinata là một loài nhện trong họ Salticidae.
Loài này thuộc chi Talavera. Talavera inopinata được Jörg Wunderlich miêu tả năm 1993.